# Gérard Genette
Gérard Genette (Parijs, 7 juni 1930 – Ivry-sur-Seine, 11 mei 2018) was een Frans literatuurwetenschapper.

## Loopbaan
Genette studeerde in Parijs aan de École normale supérieure. Hij was lid van de Franse Communistische Partij, maar stapte in 1957 over naar Socialisme ou barbarie, een andere marxistische partij, die minder dogmatisch was. In 1967 werd hij benoemd tot hoogleraar in de Franse literatuur aan de Sorbonne. Hij was ook onderzoeksdirecteur bij de École des hautes études en sciences sociales en gasthoogleraar aan Yale University. In 1970 richtte hij met Hélène Cixous en Tzvetan Todorov het literair tijdschrift Poétique op. Hij bezorgde, ook onder de naam Poétique, een reeks voor Éditions du Seuil.

## Betekenis
Zijn naam is nauw verbonden met het structuralisme. Ook wordt hij vaak geassocieerd met wetenschappers als Roland Barthes en Claude Lévi-Strauss, van wie hij het concept "bricolage" bewerkte. Hiermee wordt bedoeld de min of meer geïmproviseerde ("geknutselde") creatie van een werk met behulp van toevallig beschikbare elementen. Toegepast op literatuur betekent het begrip bricolage dat betekenissen van een tekst worden vormgegeven door het verwijzen naar andere teksten (intertekstualiteit).
Het is voornamelijk Genette geweest die heeft gepleit voor een herinvoering van begrippen uit de retorica in de literatuurkritiek. Voorbeelden hiervan zijn de troop en metonymie. Daarnaast heeft Genette met zijn ideeën grote invloed gehad op de vertelkunst. Zijn belangrijkste werk hierover verscheen in 1983 als Nouveau Discours du récit (Engels: Narrative Discourse: An Essay in Method).
Grote invloed had Genette eveneens met het verschil dat hij tussen focalisatie en verhaal maakte. Voorheen werd dit simpelweg aangeduid met een term als Point of view of perspectief. Hierbij ontbrak echter het besef dat de woorden van een spreker altijd gekleurd zijn, al was het maar door het specifieke taalgebruik. Het kan overigens voorkomen dat focalisatie en vertelling samenvallen. In een verhaal is volgens Genette echter altijd sprake van focalisatie.
Genette kon zich ironisch uitlaten. In zijn werk Bardadrac (2006) definieerde hij zijn eigen vak als een "verderfelijke pseudowetenschap waarvan het jargon aan een hele generatie analfabeten een afkeer van de literatuur heeft gegeven". Over Wikipedia merkte hij in 2014 op: "Ik kan natuurlijk niet leven zonder. Er lijken fouten in te zitten, het artikel dat aan mij is gewijd is een beetje onbenullig, maar ik zou niet op het idee komen er zelf iets aan te verbeteren".

## Enkele werken
- Figures I-III, 1967-70. (een selectie uit Figures III verscheen in vertaling en werd gepubliceerd als Narrative Discourse: An Essay in Method, 1979)
- Mimologiques: voyage en Cratylie, 1976. (verscheen in vertaling als Mimologics, 1995)
- Introduction à l'architexte, 1979.
- Palimpsestes: La littérature au second degré, 1982.
- Nouveau discours du récit, 1983.
- Seuils, 1987. (verscheen in vertaling als Paratexts. Thresholds of interpretation, 1997)
- Fiction et diction, 1991.
- L'Œuvre de l'art, 1: Immanence et transcendance, 1994.
- L'Œuvre de l'art, 2: La relation esthétique, 1997.
- Figures IV, 1999.
- Figures V, 2002.
- Métalepse: De la figure à la fiction, 2004.
- Bardadrac, 2006.